# Station Hamburg-Wilhelmsburg
Station Hamburg-Wilhelmsburg (Bahnhof Hamburg-Wilhelmsburg, kort Bahnhof) is een spoorwegstation en een voormalig rangeerstation in het stadsdeel Wilhelmsburg van de Duitse plaats Hamburg, in de gelijknamige stadstaat. Het station is onderdeel van de S-Bahn van Hamburg en alleen treinen van de S-Bahn kunnen hier stoppen. Het heeft een overdekte eilandperron en een stationsgebouw. Het perron is met een lift te bereiken. Het rangeerstation werd na de opening van Maschen Rangierbahnhof gesloten

## Geschiedenis
- In 1872 opende de Köln-Mindener Eisenbahn-Gesellschaft het station in de toenmalige zelfstandige stad Wilhelmsburg;
- In 1889-1890 werd gebouwd aan het rangeerstation;[1]
- In 1983 werd na de bouw van de Hamburger S-Bahn aan een andere sporen het nieuwe station geopend.

## Spoorlijnen
Door het station lopen vier tweesporige spoorlijnen:
- Spoorlijn Maschen - Hamburg Süd (DB 1255), goederenlijn
- Spoorlijn Wanne-Eickel - Hamburg (DB 2200)
- Spoorlijn Buchholz - aansluiting Allermöhe (DB 1280), goederenlijn
- Spoorlijn Hamburg Hauptbahnhof - Hamburg-Neugraben (DB 1271), S-Bahn

De S-Bahn is met de parallel lopende spoorlijn met een overloopwissel verbonden. Bij de aansluiting Süderelbbrücken is het havenstation Hamburg Hohe Schaar middels een spoordriehoek aan de hoofdspoorlijn verbonden. In het station takken meerdere aansluitingen aan van de Hamburger Havenspoorlijn, onder andere naar Peute.

## Rangeerstation
Het rangeerstation werd door de Pruisische Staatsspoorwegen na de opening van de Hamburger Vrijhavens in oktober 1888 in de volgende twee jaar gebouwd. Vanaf hier waren er verbindingen tussen de havenstations en de spoorlijnen naar het Ruhrgebied, Midden- en Zuid-Duitsland. Door de twee aparte koppelingssystemen voor de import en de export werden de goederentreinen gekoppeld. Het station behandelde ongeveer 4000 goederenwagons per dag en had ongeveer 2000 man in dienst. In het rangeerstation bevindt zich de treindienstleidingpost Hamburg-Wilhelmsburg. Met de ingebruikname van het rangeerstation Maschen in de jaren 1977 tot 1980 verloor het rangeerstation van Wilhelmsburg zijn belang.

## Herinrichting
Het station werd naar aanleiding van de IBA Hamburg (internationale Bouwtentoonstelling) en de IGS 2013 (Duitse variant van de Floriade) omvangrijk verbouwd. Daarbij werd onder andere de toegang en de voetgangersbrug compleet opnieuw ingericht. Tijdens de IGS was het station de belangrijkste toegang en ontsloot het tentoonstellingsterrein via het openbaar vervoer. De directeur van de IBA, Uli Hellweg, verwachte miljoenen bezoekers voor het nieuwe gebouw en sprak over het gebouw als "een ondersteunende rol voor een gevarieerde Wilhelmsburg."

## Verbindingen
De volgende S-Bahnlijnen doen station Wilhelmsburg aan:
| Serie | Treinsoort        | Route | Bijzonderheden |
| ----- | ----------------- | --- | -------------- |
|       | S-Bahn (DB Regio) | Pinneberg – Elbgaustraße – Eidelstedt – Altona – Hauptbahnhof – Wilhelmsburg – Harburg – Harburg Rathaus – Neugraben          |                |
|       | S-Bahn (DB Regio) | Elbgaustraße – Eidelstedt – Dammtor – Hauptbahnhof – Wilhelmsburg – Harburg – Harburg Rathaus – Neugraben – Buxtehude – Stade |                |

Hamburg Hauptbahnhof ·
Hamburg-Hammerbrook ·
Hamburg-Veddel · 
Hamburg-Wilhelmsburg ·
Hamburg-Harburg ·
Hamburg-Harburg Rathaus ·
Hamburg-Heimfeld ·
Hamburg-Neuwiedenthal ·
Hamburg-Neugraben